# 清瀧徳兵衛
清瀧 徳兵衛（きよたき とくべえ、1860年4月13日〈万延元年3月23日〉 - 没年不明）は、日本の商人（青物商、乾物砂糖商）、資産家、実業家。池田実業銀行頭取。北摂信託副社長。摂池銀行、池田実業銀行、池田製氷各取締役。族籍は大阪府平民。

## 人物
大阪府平民・清瀧徳兵衛の長男。1883年、家督を相続する。青物商や、乾物砂糖商を営み、傍ら池田実業銀行頭取のほか会社重役であった。大阪府在籍で、住所は豊能郡池田町（現池田市）。

## 家族・親族
清瀧家
- 父・徳兵衛（大阪平民）[2]
- 妹・ヤウ（1870年 - ?、その夫・辰吉と共にその子女を伴い分家）[3][6]
- 妻・ナカ（1858年 - ?、大阪、田中杢兵衛の二女）[3][6]
- 養子・幸次郎（1903年 - 1984年、養弟・清瀧辰吉の六男[3][5]、池田銀行頭取）

親戚
- 清瀧辰吉（洋反物、呉服太物商）[7]
- 田中杢次郎[5]（田中商事社長）